# Şehzade Bayezid
Pour les articles homonymes, voir Bayezid.
Pour les autres princes portant le même titre, voir Şehzade.
 (juillet 2014).
Si vous disposez d'ouvrages ou d'articles de référence ou si vous connaissez des sites web de qualité traitant du thème abordé ici, merci de compléter l'article en donnant les références utiles à sa vérifiabilité et en les liant à la section « Notes et références ».
Sehzade Bayezid ou Prince Bajazet (1525-1561) est un prince ottoman, fils du sultan Soliman le Magnifique et de Roxelane.

## Biographie
Sehzade Bayezid était le gouverneur de la région de l'Anatolie de l'empire. Cependant, au cours de 12 campagnes de son père à Nakhitchevan en 1553, il fut affecté à Edirne (La capitale ottomane en Europe) pour contrôler la Roumélie (territoires européens de l'Empire) en l'absence de son père. Pendant la campagne, le frère aîné de Bayezid, Şehzade Mustafa, fut exécuté (1553). Les nouvelles de l'exécution provoquèrent des troubles dans toutes les parties de l'empire et un imposteur, qui prétendait être Mustafa, déclencha une révolte contre Soliman en Roumélie. Bien que la rébellion ait été maîtrisée par le grand vizir Sokollu Mehmet Pacha, Soliman soupçonna son fils Bayezid d'avoir délibérément réagi avec lenteur.

## Rébellion
Soliman a eu cinq fils. Son deuxième fils Mehmed était mort en 1543. Après l'exécution de Mustafa (héritier présomptif du trône) en 1553 et la mort de Cihangir (le plus jeune frère, souffrant d'une mauvaise santé), seuls restaient deux princes pour prétendre au trône ottoman : Selim (le futur Selim II) et Bayezid. Selim était gouverneur de Manisa et Bayezid était gouverneur de Kütahya, deux villes à distance presque égale de la capitale Constantinople. Soliman était sexagénaire et la compétition entre les deux frères pour le trône était évidente. Il a grondé ses fils et a décidé de changer leurs lieux de service. Selim a été nommé gouverneur de Konya et Bayezid à Amasya, les deux provinces étant cette fois plus loin de Constantinople mais toujours à égale distance. Selim a été prompt à obéir et a rapidement déménagé à Konya. Mais au grand dam de son père, Bayezid obéit seulement après beaucoup d'hésitation, parce qu'Amasya était le sandjak de son frère Mustafa exécuté, il l'a pris comme une humiliation. Irrité, Soliman accusa Bayezid d'être un rebelle et soutient son fils aîné Selim contre la rébellion de Bayezid. Selim, en collaboration avec Sokollu Mehmet Pacha, a battu son frère près de Konya, le 31 mai 1559.

## Après la rébellion
Bayezid est retourné à Amasya et s'est enfui en la Perse safavide avec ses fils et une petite armée. Selon le chercheur Murat Bardakçı, Sokollu Mehmed Pacha envoya une armée après Bayazit. Mais Bayazit défait l'armée de Sokollu. Bien que le shah Tahmasp Ier ait initialement accueilli Bayezid, il l'a plus tard emprisonné sur demande de Soliman. Soliman et Sélim envoyèrent en Perse des messagers pour persuader le shah d'exécuter Bayezid. Enfin, le 25 septembre 1561, Bayezid et ses quatre fils ont été exécutés en Perse par un bourreau ottoman.